# Alseodaphne obovata
Alseodaphne obovata är en lagerväxtart som beskrevs av André Joseph Guillaume Henri Kostermans. Alseodaphne obovata ingår i släktet Alseodaphne och familjen lagerväxter. Inga underarter finns listade i Catalogue of Life.